# Aghalaya Kaval
Aghalaya Kaval là một làng thuộc tehsil Krishnarajpet, huyện Mandya, bang Karnataka, Ấn Độ.